# Канал Дунай — Чёрное море (Украина)
Канал Дунай — Чёрное море (укр. Канал Дунай — Чорне море, старое советское название Новостамбульское гирло) — глубоководный судоходный канал, проложенный по устьям (руслам) Быстрое, Старостамбульское и Килийское в дельте Дуная. Расположен на территории Одесской области Украины. Канал проложен по территории Дунайского биосферного заповедника.
Длина судового хода по природным руслам 172,36 км, протяжённость искусственного морского подходного канала — 3,4 км, ширина по дну на прямолинейном участке — 85 м, на криволинейном — 100 м, проектная осадка судна — 5,85 м.
Трасса канала по естественным руслам идёт следующим образом: порт Рени — мыс Измаильский Чатал (44,1 км), мыс Измаильский Чатал — порт Вилково (98 км), порт Вилково — Чёрное море (17 км). Движение судов — круглосуточное, двустороннее и регулируемое (в отличие от движения судов по румынским каналам — одностороннего и только в светлое время суток).

## Значение канала
Глубоководный судовой канал Дунай — Чёрное море является альтернативой румынским каналам (Канал Дунай — Чёрное море, Сулинское гирло) и составляет для них значительную конкуренцию, так как стоимость прохода по украинскому каналу ниже румынских на 40 %.

## История
Решение о строительстве в украинской части дунайского устья Быстрое для глубоководного канала Дунай — Чёрное море принято Правительством Украины 12 мая 2004 года. Работы по созданию глубоководного судового хода через устье Быстрое, которые ведёт государственная компания «Дельта-Лоцман», начались в том же году, первая очередь глубоководного судового хода «Дунай-Черное море» по устью Быстрое открылась 26 августа 2004 года. Однако в 2005 году углубление дна было приостановлено из-за недостатка финансирования, а также в связи с протестами экологических организаций.
В ноябре 2006 года новое правительство решило продолжить проект, и работы по расчистке канала были возобновлены.
В начале 2007 года по каналу начата лоцманская проводка судов.
В феврале 2010 года по глубоководному судовому ходу канала «река Дунай — Чёрное море» прошло 126 судов.